# Clear Creek Dam
Der Clear Creek Dam (National ID # WA00264) ist eine Talsperre im Yakima County im US-Bundesstaat Washington.
Die schmale Bogenstaumauer aus Beton wurde ursprünglich 1915 vom United States Bureau of Reclamation mit einer Höhe von 19 Metern und einer Kronenlänge von 123 Metern fertiggestellt. 1918 um weitere 6,4 Meter auf die heutige Höhe von 25 Metern erhöht, wurde er 1964 teilweise generalüberholt und 1990 für unsicher befunden, als der aufgestaute See auf weniger als fünf Prozent seiner geplanten Kapazität abgelassen werden musste. Der Damm wurde rekonstruiert und dabei mit einer verstärkenden Gewichtsstaumauer versehen; der See wurde auf öffentlichen Druck wieder aufgefüllt.
Der Damm staut den North Fork Tieton River, welcher Teil des größeren Yakima-Projekts des Bureau of Reclamation ist, welcher sowohl Damm als auch Stausee unterhält. Der See wird heute vorwiegend für Erholungszwecke genutzt.
Der erzeugte Stausee, der Clear Lake, hat eine Oberfläche von 110 Hektar und eine Kapazität von 6,5 Millionen Kubikmeter. Zur Erholungsnutzung gehören Bootfahren und Angeln. Der See wird vom Südende des Wenatchee National Forest umschlossen. Der YMCA von Yakima unterhält ein Camp Dudley an seinen Ufern, gleichwohl ein Sommercamp und eine Klausur.